# Madbones
I Madbones sono stati un gruppo musicale punk rock e emo italiano, dal 1994 al 2006.

## Storia
Si formano a Varese nel 1994, e realizzano un demotape nel 1996 con sei canzoni. In quello stesso anno partecipano al concorso "Bustock" aggiudicandosi il primo posto e ottenendo un contratto con l'etichetta Behind the Mask. Nel 1997 esce il primo CD, Mad in Italy, che vende solamente mille copie a causa di problemi con l'etichetta discografica.
Nell'ottobre 2000 il gruppo realizza, tra gli altri, il singolo Dogstar. Nel maggio 2003 esce il nuovo album, Simple Frames, per la Ammonia Records. L'anno precedente, con gli I Against I, ha pubblicato Split Competition Vol. 2, entrambi usciti per l'etichetta discografica Ammonia, etichetta a diffusione nazionale.
Nel 2006 il gruppo si scioglie ufficialmente, ma si riunisce includendo l'ex cantante dei The Shandon, Olly, e cambiando nome in The Fire. Il 31 marzo 2006 esce l'album Loverdrive e a novembre la ristampa del disco con due bonus tracks: Mr.Unbreakable  e Christmas Tale.

## Formazione
- Andre - voce, chitarra
- Lou - chitarra
- Pelo - basso
- Alecs - batteria
- ex componenti: Zambra - batteria, Pippo - basso

## Discografia
- 1997 - Mad in Italy (autoprodotto)
- 2002 - Split Competition Vol. 2 (con I Against I) (Ammonia Records)
- 2003 - Simple Frames (Ammonia Records)